# Ophthalmitis mundata
Ophthalmitis mundata là một loài bướm đêm trong họ Geometridae.